# غوتليبن
غوتليبن (بالألمانية: Gottlieben) هي بلدية سويسرية تتبع لمقاطعة كروزلينغن في كانتون تورغاو. تبلغ مساحتها 0.33 كيلومتر مربع، ويقدر عدد سكانها بـ 325 نسمة (حسب تعداد ديسمبر 2015).

## أعلام
- ويلهلم هامل
- موريتز روث